# 한국의 SM-3 도입
한국의 SM-3 도입은 2018년 10월 대한민국 국방부의 발표로 인해 화제가 된 논란이다.

## 역사

### 개요
RIM-161 스탠더드 미사일 3, 즉, SM-3 미사일은  미국,  일본 2개 국가가 공동개발한 미사일 사업이다. 사드보다도 더 높은 고도인 1,500km 고도에서 대륙간탄도유도탄을 회당 84% 요격하는 미사일로, 21세기 오늘날에 사실상 핵 전쟁 위협에 대항하는 가장 큰 사업이다.  미국 해군,  일본 해군만이 사용중이며,  튀르키예 해군도 도입을 원하고 있다.
| 개발 분담        | 분담국가 | 개발 분담           | 분담국가  |
| ---------------- | -------- | ------------------- | --------- |
| NOSECONE         | 일본     | STAGING ASSY        | 일본      |
| KINETIC WARHEAD  | 미국     | SSRM                | 일본      |
| QUIDANCE SECTION | 미국     | SCS                 | 일본      |
| TSRM             | 일본     | UPPER STAGE HW      | 미국 일본 |
| Mk-72 Booster    | 미국     | AEGIS/VLS Interface | 미국      |

### 대한민국의 도입 의사
2018년 10월 국방부는 "북한의 위협에 대항할 차기 해상발사 요격수단으로 SM-3 도입 의사가 있느냐"는 질문에 "SM-3급으로 결정됐다."고 밝혔다. 작년 9월 합동참모회의에선 '해상탄도탄요격유도탄'의 작전요구성능(ROC)으로 요격고도 100㎞ 이상이 결정된 것으로 알려졌는데, 현재 세계에 존재하는 충족하는 무기는 SM-3가 유일하다. 그렇게 되면 미국에게서 도입하는 수 밖에 없다.

### 미국의 판매 의사
제일 중요한 건 떡 줄 사람이 떡 줄 마음이 있느냐에 달렸다. 세계 최강 전투기였던 F-22A 랩터도 일본이 구매를 희망하였고, 록히드 마틴도 판매를 희망하였지만, 미국 의회에서 보호해야 마땅할 전략 자산으로 취급하여 수출 금지를 먹여서 판매를 못 한 사례가 있었다. 도널드 트럼프 행정부에서는 SM-3 판매를 원하는 눈치이다. 미국 역시 기초과학 선진국인 일본과 함께 인류 최고의 기술을 집약시켜 SM-3를 개발하는 이유가 북한 위협인 만큼 우방인 한국에게 판매할 명분이 있다.

## 찬반 논리

### 찬성 논리
- 북한 SLBM에 대응 가능 : 사드는 한 면만 커버가 가능한 반면, SM-3와 호흡을 맞추는 이지스함의 AN/SPY-1 레이더는 360도 전방위를 커버하기 때문에 남해에서 기습적으로 미사일 도발을 할 수도 있는 북한 잠수함발사 탄도유도탄 위협에 적절하게 대응할 수 있다.
- 이지스함은 장식으로 산 건가 :한국이 도입한 세종대왕급 구축함은 대륙간탄도유도탄을 탐지할 능력만 있지, SM-3가 없어서 요격할 능력이 없다. 그래서'반쪽짜리 이지스함'이라는 오명을 쓰고 있다.[6]
- KAMD 완성 : 사드를 제외하면 100km 이상의 고도는 한국군이 타격할 능력이 없다.
- 국민의 생명과 재산을 보호해야할 국가의 의무 : 100만원짜리 방탄 조끼 사는게 아깝다고 300원짜리 총알에 맨살로 맞는 건 바보나 다름 없는 행동이다. 미사일 대비를 하는 비용 10조원이 아깝다면 1,000조원이 넘는 값어치를 가진 대도시권을 포기하게 된다. 핵미사일 대비에 대한 투자는 돈을 아낄 문제가 아니다. 70년대 일본이 중국의 핵공격을 받았을 시 1,800만명의 국민이 사망했을 거라는 미국의 보고서도 공개됐다.[7] 미국 방공 미사일 전력의 50%를 따라잡은 일본 입장에선 이젠 남의 나라 일이 됐지만, 한국에겐 한국 들으라고 하는 소리로 들릴 수 밖에 없다. 국가는 국민의 생명과 안전을 보호해야할 의무가 있다. 중세시대나 봉건 사회 조차도 귀족과 기사는 농노의 생명과 재산을 보호해주기 때문에 지위를 유지할 수 있었다.

### 반대 논리
- MD편입 논란 :  미국,  일본,  중국 3대 강대국 사이에 둘러싸인 한국 입장에선 미국의 미사일 방어망 MD에 편입된다는 논란을 불러일으키게 된다. 사드는 사거리가 150km에 불과해 미국을 보호하기 위한 용도가 아니었지만, SM-3는 사거리가 2,500km에 달해서 미국을 보호하기 위한 용도로도 기술적으로도 기능이 가능하다. 중국에게 사드 보복을 당한 한국에겐 크나큰 외교 사안이다.
- 비용 문제 : 사드는 주한미군이 운영하고, 도입비도 미국이 지불하며, 한국이 분담하는 건 부지랑 레이더가 소모하는 전기세 뿐였기에 한국 부담이 적었다. 하지만 SM-3는 국군이 직접 운용하는 차원의 문제다. 사드탄과 SM-3탄은 1발에 150억원이 넘는데, 북한의 탄도유도탄이 1,000발을 넘는 걸 감안하면 한국도 미국(2,000발), 일본(1,000발)에 이어 300량~400량을 도입할 필요가 있다. 미사일 하드웨어 도입만 3조원 이상은 가뿐히 깨질 뿐만 아니라, BMD 개수 사업도 따로 벌여야 해서 10조원의 돈은 각오해야 한다. 일본도 BMD에만 17조원의 예산을 썼다.[8]
- NO JAPAN 문제 : 2019년 한일 무역 분쟁 이후, 한일 관계는 급속히 냉랭된 상태다. 문재인 정부도 "일본은 동맹이 아니다"라며 선을 그었다.[9] 민간 사이에서 노 재팬 운동이 벌어지고, 양국 간의 분위기가 안 좋은 상황에서 일본제 미사일을 도입하는 건 굉장히 무리가 있다.
- 호위함대 부족 : 항공모함과 마찬가지로 BMD 임무를 수행하는 이지스함은 다른 군함을 보호해주지 못한다. 따라서, 가뜩이나 방공구축함이 부족한  대한민국 해군 입장에선 탄도미사일 요격 임무를 맡는 BMD 임무를 수행중인 이지스함을 호위하기 위해 방공구축함을 또 소모해야 하고, 한국형 항공모함을 호위할 호위함대의 숫자는 터무니 없이 적어진다. 66기동함대 계획과 정면으로 대치되는 딜레마가 될 문제다.

## 도입 가능성

### 한국 개발설
군은 정확히 SM-3급이라고 발언했기 때문에, SM-3 수준으로 개발한 한국 미사일이라는 가능성의 길도 닫혀 있지는 않다. 하지만 SM-3급 미사일에 필요한 우주과학 기초공업 능력이 일본에 비해 압도적으로 열등한 한국이 개발하기에는 난이도가 많다.

### 미국 도입설
군은 2028년까지 탄도미사일 요격능력을 갖춘 차세대 이지스함을 도입한다고 밝혔다. 광개토-III급 이지스함 3척을 도입할  대한민국 해군은 3척을 모두 BMD로 개수해 사용하게 될텐데, 그럼  일본 해군의 10척(이지스 어쇼어 취소로 2척 추가 건조),  미국 해군의 34척에 이어 세계에서 3번째로 많은 BMD 임무를 수행하는 이지스함을 보유하는 국가가 된다.

### SM-6설
SM-6는 SM-2를 개량한 미사일인데, 미국에서는 SM-3보다는 판매에 대해 자유로운 눈치이다. 까닭은 요격고도도 36km며, SM-2 자체도 초음속 비행체를 요격할 수 있는 능력이 있어 사실상 탄도유도탄을 요격할 능력이 있다. 여기에 요격고도까지 개선된 SM-6는 탄도유도탄을 요격하는 스펙도 추가됐다. 다만, 국군의 요구사항은 100km 이상의 요격고도이기에 ROC(요구조건)에서 결격 사유가 된다. 다만, ROC를 수정해서 통과시킨 사례도 있으니 희망이 없는게 아니다.

### 탄도유도탄 요격 미사일 비교
| 개발국     | 미국  | 미국      | 미국  | 일본 미국      |
| 요격미사일 | 사드  | PAC-3 MSE | PAC-2 | SM-3 block IIB |
| ---------- | ----- | --------- | ----- | -------------- |
| 요격률     | 90%   | 90%       | 40%   | 84%            |
| 요격고도   | 150km | 40km      | 18km  | 1,500km        |

## 같이 보기
- A-135 탄도 미사일 방어 시스템
- SM-3
- 사드